# Risholmen (vid Horslök, Lovisa)
Risholmen är en ö i Finland. Den ligger i Finska viken och i kommunen Lovisa i den ekonomiska regionen  Lovisa i landskapet Nyland, i den södra delen av landet. Ön ligger omkring 58 kilometer öster om Helsingfors.
Öns area är 1,3 hektar och dess största längd är 210 meter i sydöst-nordvästlig riktning.